# 5775 Inuyama
5775 Inuyama este un asteroid din centura principală de asteroizi.

## Descriere
5775 Inuyama este un asteroid din centura principală de asteroizi. A fost descoperit pe 29 septembrie 1989 la Kani de Yoshikane Mizuno și Toshimasa Furuta. El prezintă o orbită caracterizată de o semiaxă mare de 2,57 ua, o excentricitate de 0,19 și o înclinație de 11,2° în raport cu ecliptica.